# Rok Svetlič
Rok Svetlič, slovenski pravnik in ustavni sodnik; * 5. april 1973.
Svetlič je pravni filozof. Diplomiral je na ljubljanskih Pravni fakulteti in Filozofski fakulteti. Na slednji je pod mentorstvom Tineta Hribarja tudi magistriral in doktoriral ter se kasneje zaposlil kot raziskovalec na Oddelku za filozofijo FF. Leta 2006 se je zaposlil na Fakulteti za humanistične študije Univerze na Primorskem, leta 2013 pa na koprskem Znanstveno-raziskovalnem središču, kjer je postal predstojnik Instituta za pravo.
10. novembra 2021 je bil v Državnem zboru Republike Slovenije izvoljen za ustavnega sodnika. Na položaju je naslednji dan nasledil Dunjo Jadek Pensa.